# Lago (Texas)
Lago es un lugar designado por el censo ubicado en el condado de Cameron en el estado estadounidense de Texas. En el Censo de 2010 tenía una población de 204 habitantes y una densidad poblacional de 1.544,41 personas por km².

## Geografía
Lago se encuentra ubicado en las coordenadas 26°5′15″N 97°36′46″O / 26.08750, -97.61278. Según la Oficina del Censo de los Estados Unidos, Lago tiene una superficie total de 0.13 km², de la cual 0.12 km² corresponden a tierra firme y (7.84%) 0.01 km² es agua.

## Demografía
Según el censo de 2010, había 204 personas residiendo en Lago. La densidad de población era de 1.544,41 hab./km². De los 204 habitantes, Lago estaba compuesto por el 95.1% blancos, el 0% eran afroamericanos, el 1.47% eran amerindios, el 0% eran asiáticos, el 0% eran isleños del Pacífico, el 2.45% eran de otras razas y el 0.98% pertenecían a dos o más razas. Del total de la población el 100% eran hispanos o latinos de cualquier raza.